# Museo missionario cinese e di storia naturale
Il Museo missionario cinese e di storia naturale è un museo naturalistico di Sava.
La collezione conservata in questo museo è il frutto degli oggetti che i missionari dei Frati minori hanno raccolto durante i loro pellegrinaggi in Oriente nel corso dei secoli.
È possibile visitare oggetti rari, arazzi, statue, strumenti musicali, ma anche erbari, conchiglie, madrepore, esemplari di fauna terrestre e marina. La collezione è costantemente arricchita da donazioni e dalle collaborazioni con l'università del Salento, il WWF e Legambiente.
Attualmente il museo è stato trasferito a Sava presso i locali del Convento di San Francesco di Assisi in via Roma 127.